# Полімбетов Сейтжан
Сейтжан Полімбетов (25 травня 1913, аул Сирдар'їнської області, тепер Тартогайський сільський округ Чиїлійського району Кизилординської області, Казахстан — 22 січня 1982, місто Алма-Ата, тепер Алмати, Казахстан) — радянський казахський державний діяч, голова Казахської республіканської ради профспілок. Депутат Верховної ради Казахської РСР 3—5-го скликань. Депутат Верховної Ради СРСР 6-го скликання.

## Життєпис
Народився в селянській родині.
З 1931 до 1934 року — секретар районної колгоспспілки Казакської АРСР; завідувач відділу Келеської районної колгоспспілки Казакської АРСР; заступник начальника районного земельного відділу Казакської АРСР.
У 1934—1939 роках — студент Казахського гірничо-металургійного інституту, гірничий інженер.
Член ВКП(б) з 1939 року.
З 1939 року навчався в аспірантурі Казахського гірничо-металургійного інституту.
До 1941 року — секретар партійного бюро Казахського гірничо-металургійного інституту.
У 1941—1942 роках — інструктор ЦК КП(б) Казахстану.
У 1942—1943 роках — завідувач відділу Карагандинського обласного комітету КП(б) Казахстану.
У 1943—1947 роках — 1-й секретар Джезказганського районного комітету КП(б) Казахстану Карагандинської області.
У 1947—1948 роках — заступник секретаря ЦК КП(б) Казахстану із металургії та машинобудування — завідувач відділу металургії та машинобудування ЦК КП(б) Казахстану.
У 1948—1950 роках — завідувач відділу важкої промисловості ЦК КП(б) Казахстану.
1 червня 1950 — лютий 1957 року — 1-й секретар Гур'євського обласного комітету КП Казахстану.
У лютому — червні 1957 року — міністр місцевої та паливної промисловості Казахської РСР.
У червні 1957 — 1959 року — голова Ради народного господарства Алма-Атинського економічного адміністративного району.
У 1959—1961 роках — голова Державного комітету Ради міністрів Казахської РСР з нагляду за безпечним веденням робіт у промисловості та гірничому нагляді.
У квітні 1961 — травні 1968 року — голова Казахської республіканської ради профспілок.
У 1968—1975 роках — завідувач відділу важкої промисловості Управління справами Ради міністрів Казахської РСР.
З 1975 року — персональний пенсіонер в Алма-Аті (Алмати).
Помер 22 січня 1982 року.

## Родина
Дружина — Полімбетова Хадіша. Сини: Булат і Дулат. Дочки: Гульшара, Даміра, Найля.

## Нагороди та звання
- орден Вітчизняної війни І ст.
- два ордени Трудового Червоного Прапора
- медалі
- Почесна грамота Верховної ради Казахської РСР